# Rielly Milne
Rielly Milne, född den 31 maj 1996 i Seattle, är en amerikansk roddare.

## Karriär
Vid olympiska sommarspelen 2024 i Paris ingick Rielly Milne i det amerikanska lag som tog brons i åtta med styrman där Milne var styrman.